# Ludovico Mattioli
Ludovico Mattioli (Crevalcore, 1662 – Bologna, 15 ottobre 1747) è stato un incisore italiano.

## Biografia e opere
Importante incisore bolognese che operò a Modena, Parma ma principalmente a Bologna. Il numero delle sue opere è molto ampio ed è conservato sia in raccolte pubbliche europee che in collezioni private.
Mattioli è stato amico e collaboratore del pittore Giuseppe Maria Crespi, inoltre fu uno dei fondatori e principe dell'Accademia Clementina di Bologna.
A Mattioli venne commissionata da Lelio Della Volpe  l'esecuzione delle stampe del Bertoldo nell'edizione 1736, importante opera grafica dell'editoria settecentesca. L'illustrazione del Bertoldo di Ludovico Mattioli è successiva a quella di Giuseppe Maria Crespi eseguita intorno all'anno 1710.
A Ludovico Mattioli è riconducibile un solo dipinto a olio posto nella scalinata dell'oratorio della Chiesa di San Bartolomeo di Reno a Bologna (oggi denominata Chiesa di Santa Maria della Pioggia, sita in via Riva di Reno angolo via Galliera).
Alla morte di Mattioli Luigi Crespi scrisse: "però si può dire, che con lui mancasse in Bologna l'arte d'intagliare all'acquaforte", ciò rende chiara la rilevanza artistica di Ludovico Mattioli come incisore.
Ancora oggi è visibile l'abitazione in cui è nato, in borgata Guisa Pepoli frazione di Crevalcore, Via Albarese n° 25/25G.